# Jihovýchod
Jihovýchod (zkratka JV nebo anglicky SE) je jeden z vedlejších směrů na kompasu. Leží mezi jihem a východem, tj. odpovídá azimutu 135°. Na opačné straně je severozápad. 

## Východojihovýchod
Východojihovýchod (zkratka VJV nebo anglicky ESE) je dalším z vedlejších směrů na kompasu. Leží mezi jihovýchodem a východem, tj. odpovídá azimutu 112,5°. Na opačné straně je západoseverozápad. 

## Jihojihovýchod
Jihojihovýchod (zkratka JJV nebo anglicky SSE) je dalším z vedlejších směrů na kompasu. Leží mezi jihovýchodem a jihem, tj. odpovídá azimutu 157,5°. Na opačné straně je severoseverozápad. 